# Motilal Nehru

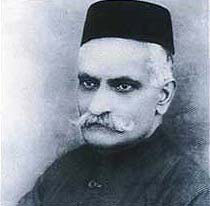
Motilal Nehru

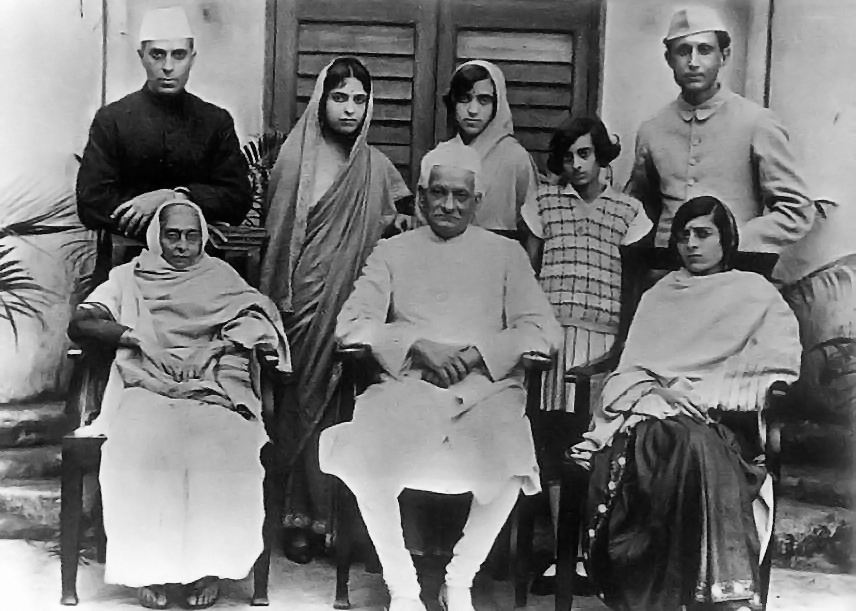
Die Familie von Motilal Nehru (Mitte, sitzend), mit Jawaharlal Nehru, dessen Frau Kamala und Tochter Indira

Motilal Nehru (Hindi मोतीलाल नेहरू, Motīlāl Nehrū ; * 6. Mai 1861 in Agra; † 6. Februar 1931 in Lakhnau, damals Lucknow) war ein indischer Anwalt und ein führender Politiker des Indian National Congress. Er arbeitete zunächst als Anwalt an den Distriktsgerichten von Kanpur. Nach dreijähriger Tätigkeit zog Motilal nach Prayagraj (damals Allahabad), um am Allahabad High Court tätig zu werden. In England wurde er Kronrat.

## Leben
M. Nehru war 1922 Mitbegründer der Swaraj-Partei. Er war Angehöriger der Nehru-Gandhi-Familie und Vater des späteren Ministerpräsidenten Jawaharlal Nehru.
Er war Freimaurer und Mitglied der Harmony Lodge in Kanpur.